# 爆爆王
《爆爆王》是由Nexon開發的一款休閒網路遊戲，其玩法大致上與「炸彈人系列」大同小異。

## 營運
正在營運此遊戲的國家或地區有：韓國、中国大陆、台灣、香港、澳门（簡稱台港澳）等。在韓國、日本與北美地區，均（曾）由Nexon營運。 最後更新：2017-05-10

### 台灣
數碼戲胞所代理的線上遊戲《彈水阿給》（Crazy Arcade 瘋狂阿給）於韓國上市時曾締造 30 萬人在線的不俗成績，相對於一般需要花費大量時間、金錢投入的MMORPG等線上遊戲，更是一款門檻低、親和力高的休閒線上遊戲。

數碼戲胞於2006年四月惡性倒閉之後，台港澳地區則由遊戲橘子獲得代理並改名為《爆爆王》，於2006年六月底經營至今。

### 越南
越南運營方為VinaGame，於2017年5月10日停运。

### 俄羅斯
俄羅斯（包含独立国家联合体地區）由Innova Systems營運，於2011年7月8日宣布停运。

### 中国大陆
2023年8月29日，中国大陆国家新闻出版署发布2023年游戏审批变更信息，泡泡堂中国大陆代理商将更为上海数龙科技有限公司。

## 遊戲特點

### 玩法
爆爆王是一個利用水球把對手困住後（稱為泡封），再刺破困住玩家的水球後（稱為擊破）獲得勝利的遊戲，然而不同的遊戲模式有不同的取勝方法。

### 角色
- 睏寶（Bazzi）: 很樂觀的小孩，唯一的喜好就是睡覺。強項為速度。
- 藍寶（Dao）:具有正義感，並且非常的善良，但缺點是做事有點馬虎。強項為平均。
- 痞子妹（Dizni）: 話很少，很容易害羞的小孩。強項為平均。
- 工頭（Mos）: 從大城市中搬過來的小孩，個性非常的溫柔。強項為速度。
- 囡囡（Uni）: 所有小孩中年紀最小的，但非常擅於控制水球。強項為水柱。
- 栗子（Ethi）: 比起水球，但是更愛看書的孩子。強項為水球。
- 小蜜桃（Marid）: 偶爾脾氣有點怪，又有點小貪心，但是非常講義氣的小孩。強項為水球。
- ㄚ肥（Kephi）: 很膽小，也愛哭，但是為了父母很有勇氣的站出來的小孩。強項為水柱。
- 聖誕老人（Santa Claus）:從北極為爆爆村的小孩們帶來聖誕禮物的聖誕老人。隨機選角的隱藏人物。
- 海盜船長（Lodumani）: 在海上活動的海盜首領，不喜歡小孩，而且也很怕水的怪怪海盜。隨機選角的隱藏人物。名字 Lodumani 亦為 Nexon 旗下的遊戲工作室，工作室的名字和圖標皆來自海盜船長。

### 遊戲模式
- 對戰模式
- 死鬥模式
- 炸彈模式
- 抓隊長模式
- 怪物模式
- 怪物模式II
- 超激鬥模式
- 狂戰士模式
- 我是BOSS模式
- 段位模式
- 魔法英雄模式
- 大家來找碴模式

### 地圖

#### 基本地圖
- 墓仔埔：爆爆村外有許多幽靈出沒的墓園，充滿了陰森恐怖的氣息。
- 村莊：有屋子及商店的爆爆村落。[註 1]
- 冰原：位於爆爆村北方，冰天雪地的寒冷地區。
- 沙漠：在爆爆村附近的沙漠。
- 森林：位於爆爆村西部的茂盛森林。
- 海洋：位於爆爆村南方的熱帶海洋。
- 聖誕：聖誕老公公的居住地，有滿滿的禮物山等這發放。
- 礦山：（屬性：鐵路）位於爆爆村東方，可以挖掘礦石的地區。[註 2]
- 工廠：(屬性：地洞管路)製造各種爆爆道具的兵工廠。
- 炸彈：（屬性：砲台機）有各種型態的砲台，隨時隨地都會發射水球砲不可大意。
- 宇宙：（屬性：黑洞）神秘又黑暗的宇宙中常常會出現黑洞出來。
- 水世界：（屬性：水砲）深海裡的海底世界，海底下有滿滿的廢棄水砲務必小心。
- 海盜船：唬克船長專屬的堅固海賊船。[註 3]
- 地下墓穴：（屬性：地縛靈）位於墓仔埔墓園裡的神秘洞穴。[註 4]。
- 野戰營地：（屬性：荊棘）爆爆兵營禁區，用來訓練爆爆新兵。[註 5]。
- 熊熊蛋糕：爆爆村裡的蛋糕店，裡面有各式各樣的甜點。

#### 其他地圖
- 寶藏：埋藏許多寶藏的神秘之島，哪方圍的地多就可以取得最後勝利。
- 殭屍：荒廢已久的村莊裡，總會有殭屍出沒。殭屍與人類的對決。以人類的身分活到最後才可以勝利。如果你是殭屍，請把所有的人類感染成殭屍。
- 毛毛蟲：巢穴裡的黃金蟲王會不斷繁殖一堆毛毛蟲出來。已方擊破的毛毛蟲比對方時，或先清空已方的毛毛蟲即可獲勝。
- 愛兔巢：聽說兔子穴中有黃金的兔子王會出現。一堆從洞裡亂蹦出來的兔子，最先擊破20隻兔子即可獲得勝利。
- 賽車場：駕駛賽車開始競速比賽。[註 6]
- 幸福幸運草: 收集散落的幸運草，成就幸運之神。收集比較多的幸運草可以獲勝。

#### 特殊地圖
- LUCCI：有通行證件之人，才可進入的財寶之地。
- 經驗值：練功聖地位在隱密的神秘地區。
- CP：夢寐以求的神祕金幣，世界上的人都在尋找他的所在之地。
- 激鬥/怪物鑰匙：需要獲得神秘鑰匙才可進入，神秘領域內擁有無數的金錢與百寶箱。

## 外部連結
官方網站
- 韓國官方網站 （页面存档备份，存于）
- （简体中文）中国大陆官方網站 （页面存档备份，存于）
- （繁體中文）台灣官方網站 （页面存档备份，存于）
- （繁體中文）香港專區 （页面存档备份，存于）

其他
- （越南文）越南網站 （页面存档备份，存于）
- （英文）泰国网站 （页面存档备份，存于）
- （英文）美國網站 （页面存档备份，存于）
- （俄文）俄羅斯及独联体官方網站

资料站
- 泰国BnB 资料论坛